# Borderless Piano Academy Japan
ボーダレスピアノアカデミー（Borderless Piano Academy Japan）は、sLs Japanと共同した新しいピアノコースであり、世界中のピアノ愛好家や学習者のためのグローバルコミュニティです。
2人のプロのミュージシャンが所有する東京で唯一のピアノアカデミー
ここでは、AyseDeniz (アイシェデニーズ・ゴクチン)が提供するピアノクラス、ライブコンサート、リスニングセッションを楽しむことができます。